# Adenanthos forrestii
- Wikispecies

Adenanthos forrestii é uma planta da família das Proteaceae que pode ser encontrado na Austrália Ocidental, onde foi declarada "Rare Flora". É 0.3-1.3 metros de altura e pode ter flores coloridas vermelhas ou brancas-amareladas. As flores permanecem em tal cor de abril a junho e, em seguida, tornar-se branco-acinzentado de agosto para setembro. Esta espécia pode ser encontrado em dunas costeiras e calcários. 